# Nelson Acevedo
Nelson Fernando Acevedo (Resistencia, Provincia del Chaco, Argentina; 11 de julio de 1988) es un futbolista argentino. Juega como mediocampista central y su primer equipo fue Defensa y Justicia. Actualmente milita en Talleres de Remedios de Escalada de la Primera Nacional.

## Trayectoria
Se inició en las inferiores de Chaco For Ever y luego pasaría a jugar a Resistencia Central. Cuando tenía 15 años dio una prueba en Racing y quedó. Luego de un año en la Academia pasó a las inferiores de Defensa y Justicia, donde hizo su debut como profesional en 2008, jugó seis temporadas y formó parte del plantel que logró el histórico ascenso a Primera División en 2014.
En ese mismo año, se convirtió en refuerzo de Racing para afrontar la Primera División 2014 por pedido de Diego Cocca, ex DT de Defensa y Justicia y por ese entonces entrenador de la Academia. El 14 de diciembre de 2014 Racing se consagró campeón luego de 13 años de sequía.
En 2016 Acevedo fue cedido a Unión de Santa Fe por 18 meses con opción de compra.
El Chaco Acevedo retornaría a Defensa y Justicia en el 2020 luego de 6 años fuera del club de Varela. El sábado 23 de enero de 2021 quedaría en la historia del club al obtener su primer título internacional: la Copa Sudamericana, donde junto a Benítez y Washington Camacho serían los sobrevivientes del ascenso con Cocca y que le aportaron al club su experiencia en el equipo que dirige otra gloria del fútbol, Hernán Crespo.

## Clubes
- Actualizado al 16 de agosto de 2025

| Club                         | Div.                | Temporada           | Liga | Liga | Copa Nacional | Copa Nacional | Copa Internacional | Copa Internacional | Total | Total |
| Club                         | Div.                | Temporada           | PJ   | G    | PJ            | G             | PJ                 | G                  | PJ    | G     |
| ---------------------------- | ------------------- | ------------------- | ---- | ---- | ------------- | ------------- | ------------------ | ------------------ | ----- | ----- |
| Defensa y Justicia Argentina | 2.ª                 | 2008/09             | 3    | 0    | —             | —             | —                  | —                  | 3     | 0     |
| Defensa y Justicia Argentina | 2.ª                 | 2009/10             | 17   | 0    | —             | —             | —                  | —                  | 17    | 0     |
| Defensa y Justicia Argentina | 2.ª                 | 2010/11             | 1    | 0    | —             | —             | —                  | —                  | 1     | 0     |
| Defensa y Justicia Argentina | 2.ª                 | 2011/12             | 7    | 0    | 1             | 0             | —                  | —                  | 8     | 0     |
| Defensa y Justicia Argentina | 2.ª                 | 2012/13             | 32   | 1    | 1             | 0             | —                  | —                  | 33    | 1     |
| Defensa y Justicia Argentina | 2.ª                 | 2013/14             | 40   | 3    | 1             | 0             | —                  | —                  | 41    | 3     |
| Defensa y Justicia Argentina | 1.ª                 | 2019/20             | 6    | 0    | —             | —             | 1                  | 0                  | 7     | 0     |
| Defensa y Justicia Argentina | 1.ª                 | 2020                | —    | —    | 5             | 0             | 9                  | 0                  | 14    | 0     |
| Defensa y Justicia Argentina | Total               | Total               | 106  | 4    | 8             | 0             | 10                 | 0                  | 124   | 4     |
| Racing Argentina             | 1.ª                 | 2014                | 14   | 0    | —             | —             | —                  | —                  | 14    | 0     |
| Racing Argentina             | 1.ª                 | 2015                | 10   | 0    | 2             | 0             | 2                  | 0                  | 14    | 0     |
| Racing Argentina             | Total               | Total               | 24   | 0    | 2             | 0             | 2                  | 0                  | 28    | 0     |
| Unión Argentina              | 1.ª                 | 2016                | 13   | 1    | 1             | 0             | —                  | —                  | 14    | 1     |
| Unión Argentina              | 1.ª                 | 2016/17             | 17   | 1    | 3             | 1             | —                  | —                  | 20    | 2     |
| Unión Argentina              | 1.ª                 | 2017/18             | 27   | 0    | 3             | 0             | —                  | —                  | 30    | 0     |
| Unión Argentina              | 1.ª                 | 2018/19             | 23   | 0    | 1             | 0             | 2                  | 0                  | 26    | 0     |
| Unión Argentina              | 1.ª                 | 2019/20             | 15   | 0    | —             | —             | —                  | —                  | 15    | 0     |
| Unión Argentina              | 1.ª                 | 2021                | —    | —    | 12            | 0             | —                  | —                  | 12    | 0     |
| Unión Argentina              | Total               | Total               | 95   | 2    | 20            | 1             | 2                  | 0                  | 117   | 3     |
| Godoy Cruz Argentina         | 1.ª                 | 2021                | 23   | 0    | 2             | 0             | —                  | —                  | 25    | 0     |
| Godoy Cruz Argentina         | 1.ª                 | 2022                | 19   | 0    | 18            | 0             | —                  | —                  | 37    | 0     |
| Godoy Cruz Argentina         | Total               | Total               | 42   | 0    | 20            | 0             | 0                  | 0                  | 62    | 0     |
| Unión La Calera · Chile      | 1.ª                 | 2023                | 8    | 0    | 1             | 0             | —                  | —                  | 9     | 0     |
| Unión La Calera · Chile      | Total               | Total               | 8    | 0    | 1             | 0             | 0                  | 0                  | 9     | 0     |
| Tacuary Paraguay             | 1.ª                 | 2023                | 18   | 0    | 0             | 0             | —                  | —                  | 18    | 0     |
| Tacuary Paraguay             | 1.ª                 | 2024                | 17   | 0    | 0             | 0             | —                  | —                  | 17    | 0     |
| Tacuary Paraguay             | Total               | Total               | 35   | 0    | 0             | 0             | 0                  | 0                  | 35    | 0     |
| Talleres (RdE) Argentina     | 2.ª                 | 2025                | 14   | 0    | —             | —             | —                  | —                  | 14    | 0     |
| Talleres (RdE) Argentina     | Total               | Total               | 14   | 0    | 0             | 0             | 0                  | 0                  | 14    | 0     |
| Total en su carrera          | Total en su carrera | Total en su carrera | 324  | 6    | 51            | 1             | 14                 | 0                  | 389   | 7     |

## Palmarés

### Campeonatos nacionales
| Título            | Club        | País      | Año  |
| ----------------- | ----------- | --------- | ---- |
| Torneo Transición | Racing Club | Argentina | 2014 |

### Copas internacionales
| Título            | Club               | Sede      | Año  |
| ----------------- | ------------------ | --------- | ---- |
| Copa Sudamericana | Defensa y Justicia | Argentina | 2021 |

### Otros logros
| Título                     | Club               | País      | Año  |
| -------------------------- | ------------------ | --------- | ---- |
| Ascenso a Primera División | Defensa y Justicia | Argentina | 2014 |